# Schloßsee (Bad Endorf)
Der Schloßsee ist ein See der Eggstätt-Hemhofer Seenplatte nördlich des Chiemsees. Er liegt in der Gemeinde Bad Endorf im Landkreis Rosenheim in Oberbayern. Mit einer Fläche von 26,79 ha ist er nach dem Langbürgner See, dem Hartsee und dem Pelhamer See der viertgrößte der Eggstätter Seen.

## Geographie
Der See liegt in einem 1939 begründeten Naturschutzgebiet in der Eiszerfallslandschaft der früheren Inn- und Chiemseegletscher der Würm-Kaltzeit nördlich des zu ihm entwässernden Langbürgner Sees, von dem ihn eine schmale Landverbindung trennt, über die die Staatsstraße St 2095 von Rosenheim nach Traunstein verläuft und auf der das Schloss Hartmannsberg liegt, und südwestlich des kleineren Kautsees, in den er entwässert.

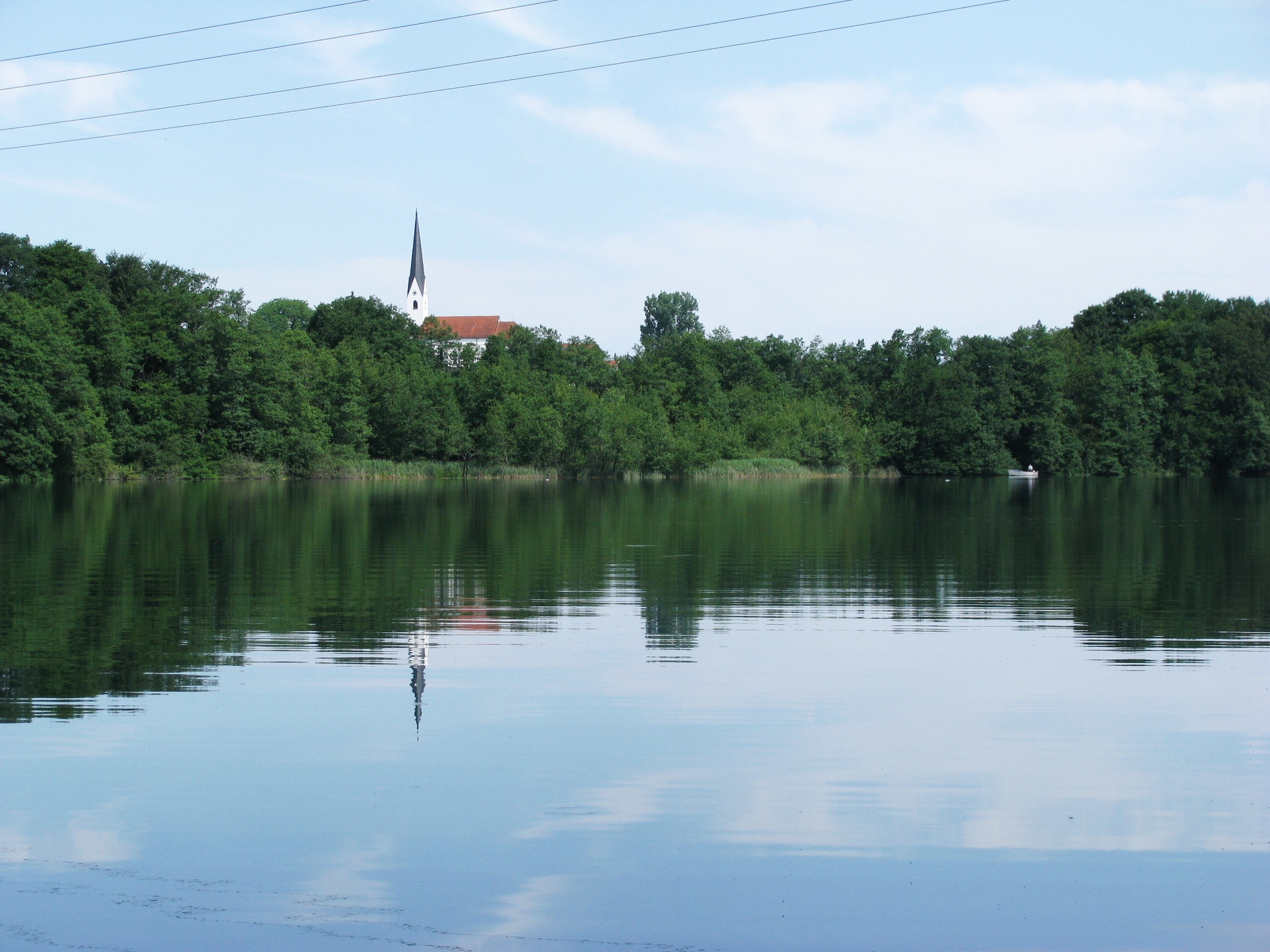
Schloßsee vom Park von Schloss Hartmannsberg, im Hintergrund die Kirche von Stephanskirchen
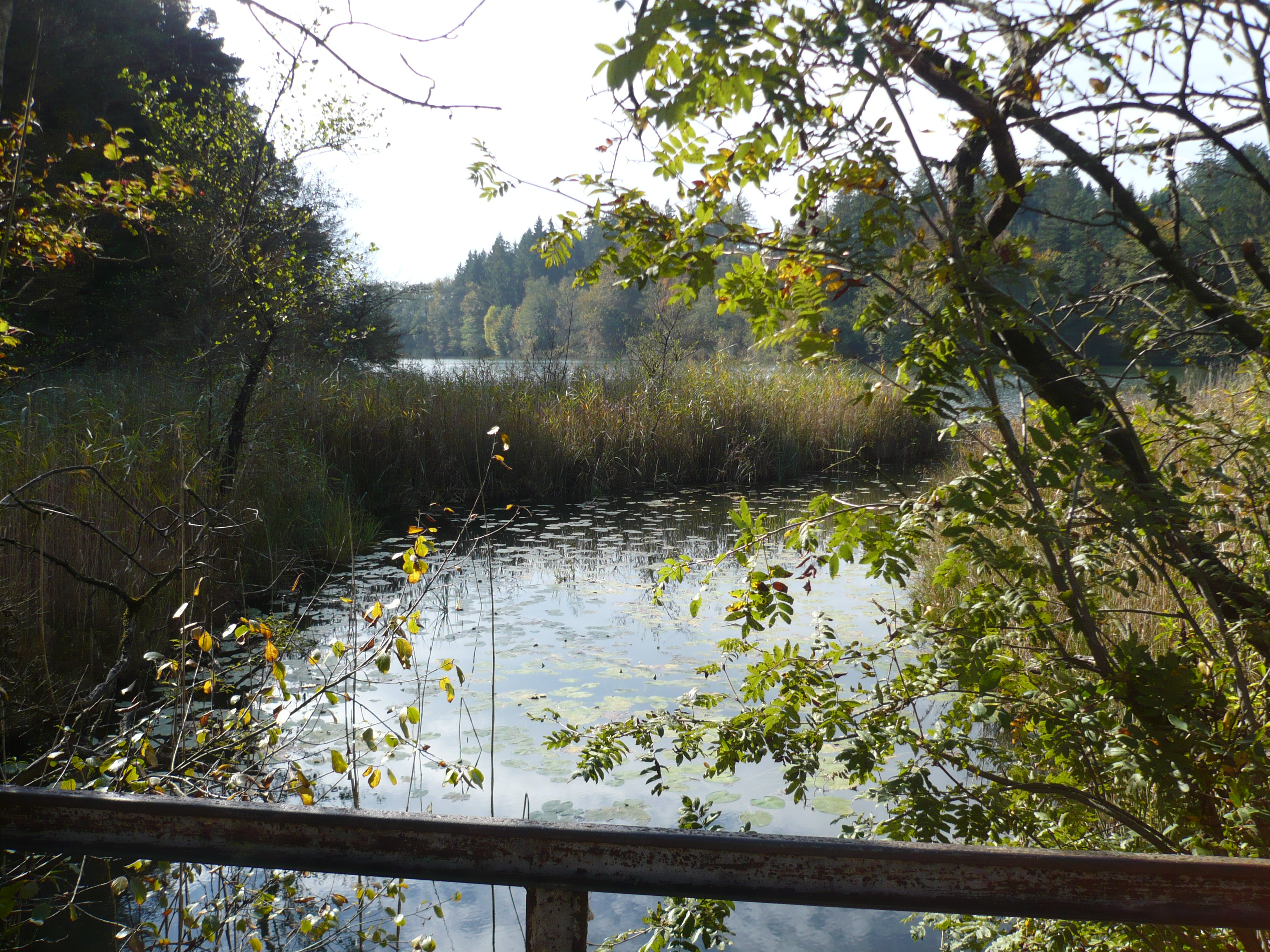
Abfluss der Ischler Achen aus dem Schloßsee